# دریاچه کومیسی
دریاچه کومیسی (انگلیسی: Kumisi Lake) یک دریاچه در شهرداری گاردابانی استان کومو کارتلی کشور گرجستان است.

## نگارخانه

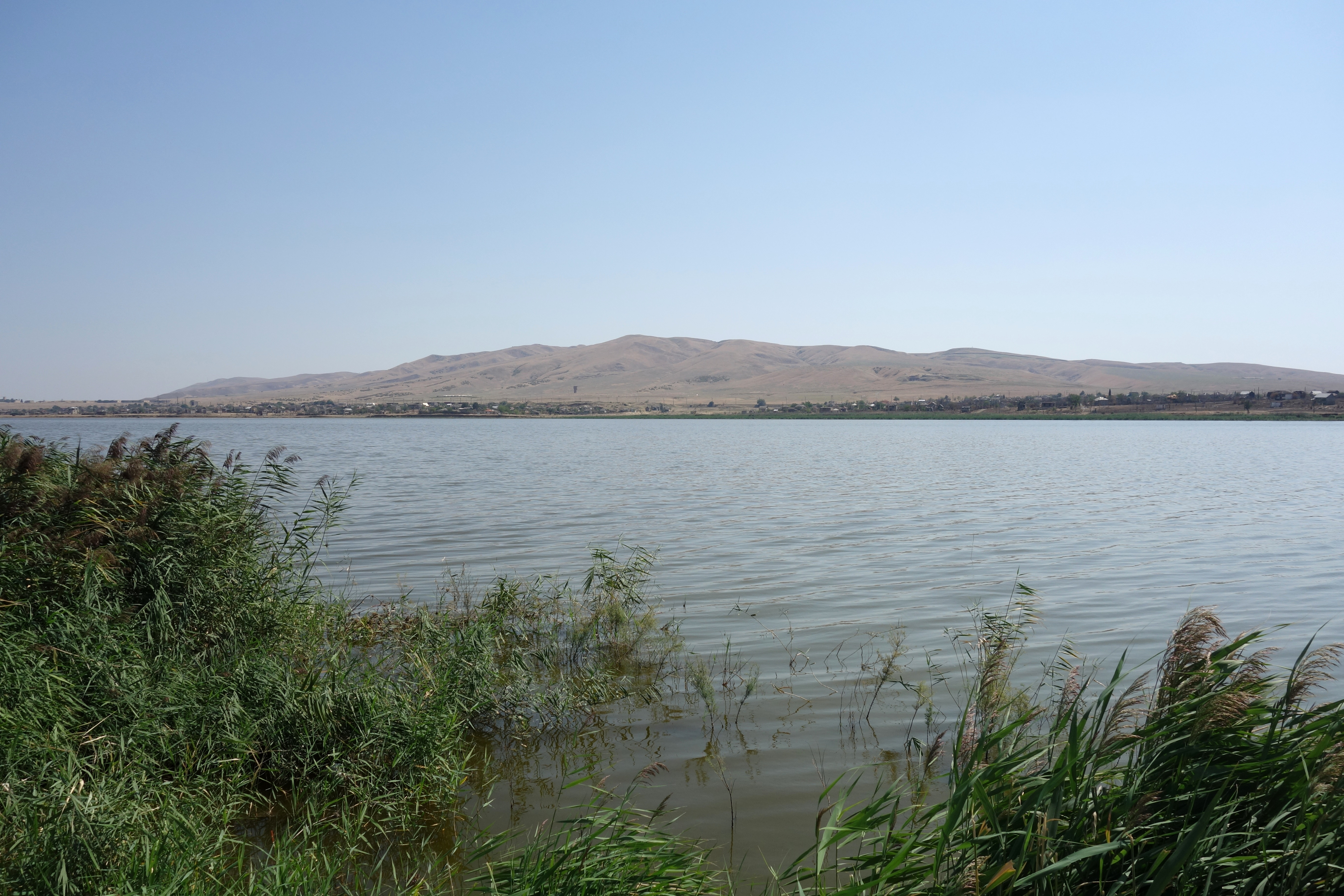
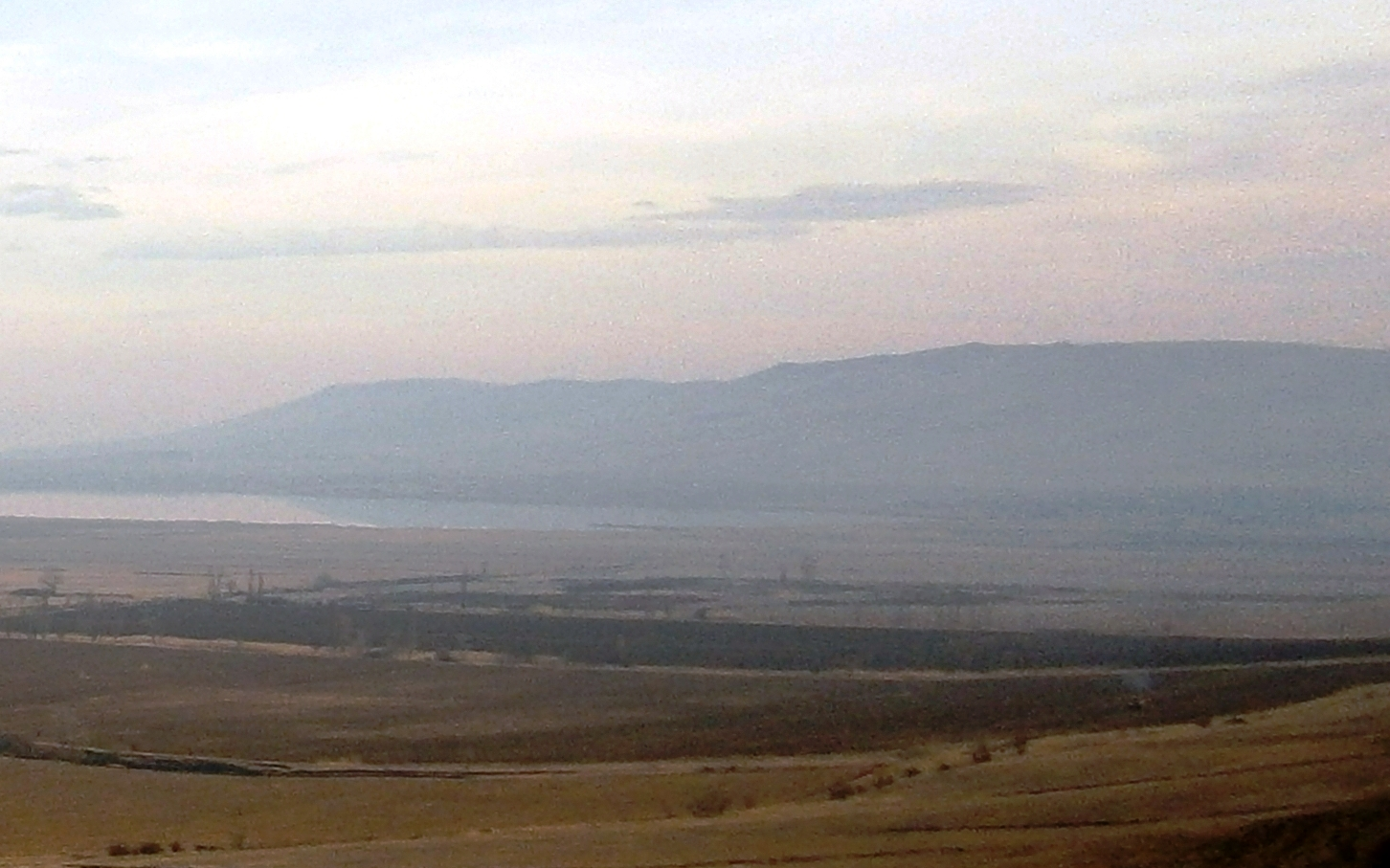
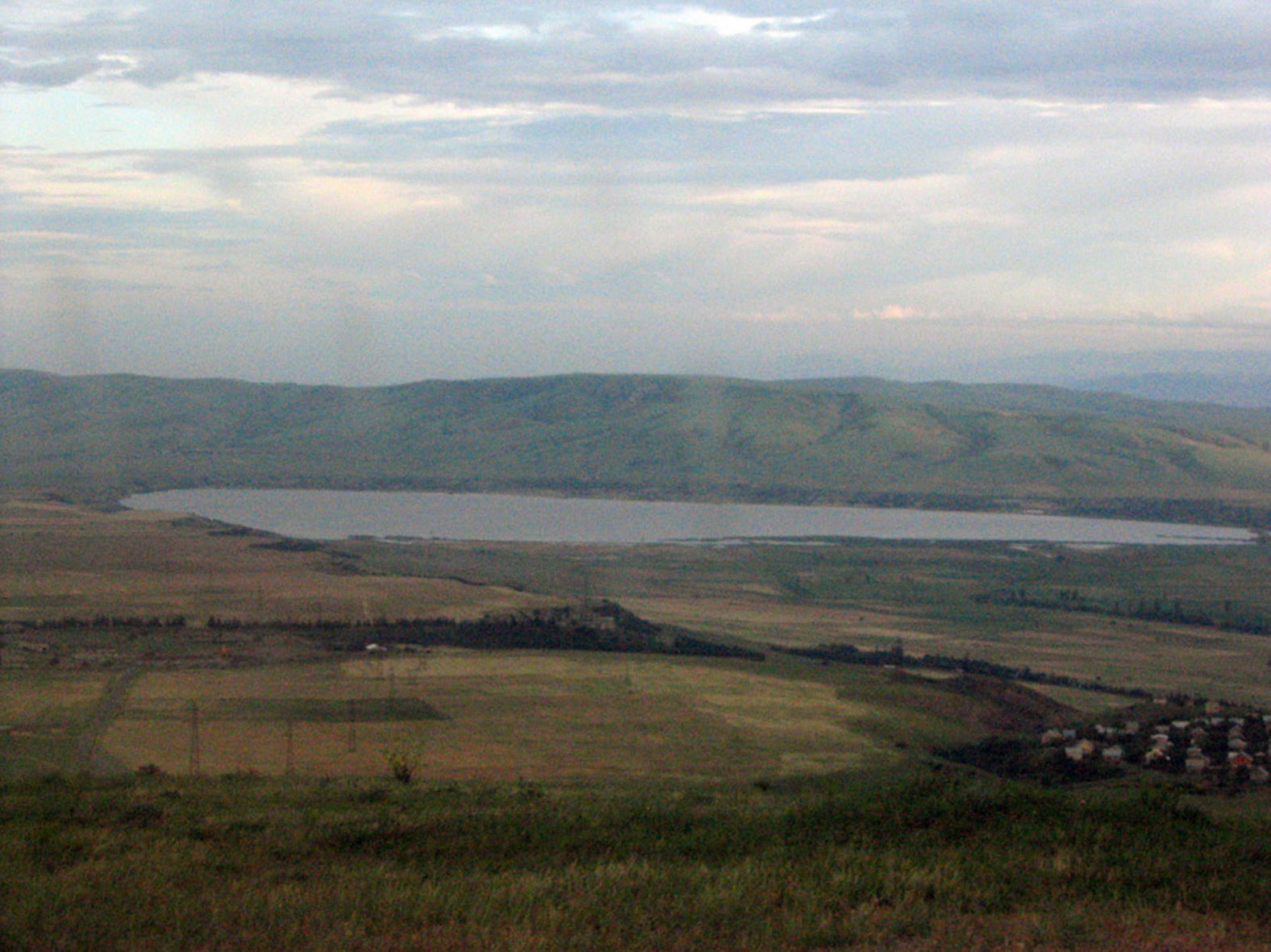